# Ribera del Órbigo
A Ribera del Órbigo ("margens do Órbigo") é uma comarca tradicional, sem expressão administrativa atualmente, do noroeste da Espanha, na província de Leão e comunidade autónoma de Castela e Leão. A comarca abarca o território banhado pelo rio Órbigo e inclui os municípios, de norte para sul, de Las Omañas, Llamas de la Ribera, Cimanes del Tejar, Carrizo de la Ribera, Turcia, Santa Marina del Rey, Benavides, Villares de Órbigo, Hospital de Órbigo e Villarejo de Órbigo, cujas populações somavam 13 857 habitantes em 2021.
O rio Órbigo nasce perto de Secarejo, no município de Cimanes del Tejar, fruto da confluência dos rios Omaña e Luna, mas os limites setentrionais da comarca são um pouco mais a norte, incluindo um trecho do rio Omaña.